# Bokö, Valdemarsviks kommun

Bokö är en ö i Gryts socken i Valdemarsviks kommun. Ön är idag genom landhöjningen förenad med Stora Ålö.
Ett antal stensättningar visar att människor vistats på Bokö sedan forntiden. Troligen fick dock ön fast bosättning först under medeltiden. Ön är beskriven i Kung Valdemars segelled då segelleden passerade i det nu upptorkade sundet mellan Bokö och Stora Ålö. 1615 bodde 4 personer på ön, 1740 17 personer. Innevånarna var fiskarbönder, men under 1800-talet bodde även lotsar, tullare, skeppare och sjömän på ön. 1860 bodde 48 personer på ön, 1871 61 personer och 1900 40 personer. Under 1800-talet uppfördes en skola på Bokö som även utnyttjades av barnen på Stora Ålö och en spång anlades mellan öarna. Skolan lades ned 1964. 2021 fanns tre åretruntboende hushåll på Bokö (lika många år 2012). Huvuddelen av husen är numera fritidshus. Delar av ön utgörs av Bokö naturreservat, det finns även en stugby på ön.